# Região Geográfica Intermediária de Pelotas
A Região Geográfica Intermediária de Pelotas é um dos oito regiões intermediárias do estado brasileiro do Rio Grande do Sul e uma das 134 regiões intermediárias do Brasil, criadas pelo Instituto Brasileiro de Geografia e Estatística (IBGE) em 2017. É composta por 24 municípios, distribuídos em duas regiões geográficas imediatas.
Sua população total estimada pelo Instituto Brasileiro de Geografia e Estatística (IBGE) para 1º de julho de 2019 é de 1 036 678 de habitantes, distribuídos em uma área total de 44 998,068 km².
Pelotas é o município mais populoso da região intermediária, com 341 648 habitantes, de acordo com estimativas de 2019 do Instituto Brasileiro de Geografia e Estatística (IBGE).